# Jeremy Simmons
Jeremy Byron Jerome Simmons (nacido el 11 de agosto de 1989 en Zachary, Luisiana) es un jugador profesional de baloncesto estaunidense, que pertenece a la plantilla del Esenler Erokspor de la BSL de Turquía. Juega en la posición de ala-pívot.

## Profesional
Jugador formado en los Charleston Cougars realizando un promedio de 13.27 puntos en promedio en el último año, tras no ser drafteado en 2011, debutaría como profesional en Polonia firmando por el Polpharma Starogard Gdański en el que jugaría la temporada 2011-12.
En la siguiente temporada jugaría en Eslovaquia en el Astrum Levice (promediando 12.64 puntos) y terminaría la temporada en el BK Levickí Patrioti del mismo país. 
El año siguiente formaría parte del BC Sukhumi de Georgia, con el que aumentó sus estadísticas a 16.23 puntos y 10.85 rebotes por partido, pero en enero de 2014 dejó el equipo para marcharse a Arabia Saudita para jugar con el Al-Ittihad Jeddah donde ganó el campeonato. 
En los siguientes dos años, jugaría en la Lega Due Gold italiana en las filas de Scafati Basket con el que promediaría 17 puntos en la primera temporada y 14.9 puntos y 8.1 rebotes en la segunda, en el que el equipo italiano alcanza las semifinales de play-off y gana la Copa LNP italiana. 
El 17 de junio de 2016, hace oficial su marcha al Basic-Fit Brussels belga. 
El 26 de junio de 2018 firmó con el Poderosa Basket Montegranaro, regresando a la Lega Due Gold.
En verano de 2019, Simmons firmó con Pallacanestro Varese para debutar así en la Lega Basket Serie A.
En marzo de 2020, tras el parón de la Lega Basket Serie A decide regresar a Estados Unidos para estar cerca de su familia.
En la temporada 2022-23, firma por el Petkim Spor de la BSL de Turquía.